# Lucienne Bisson
Lucienne Bisson (n. 6 iulie 1881, Paris, Île-de-France, Franța – d. 14 august 1965, Neuilly-sur-Seine, Région parisienne, Franța) a fost o artistă franceză.
Bisson s-a născut la Paris. A fost fiica nelegitimă a lui Pierre-Auguste Renoir (1841 – 1919)  și a lui Frédérique Vallet-Bisson⁠(d) (1862 – 1948), pictor francez care conducea Société Féminine des Artistes.
Lucienne Bisson și-a expus lucrările în numeroase saloane franceze, printre care și Salon des Indépendants⁠(d). Este renumită pentru priveliștile sale ale orașului Paris, peisajele frumoase și naturile statice colorate. De exemplu, Bisson a realizat un tablou care a surprins „atmosfera grea” de pe o stradă înnorată a Parisului în anii 1920.

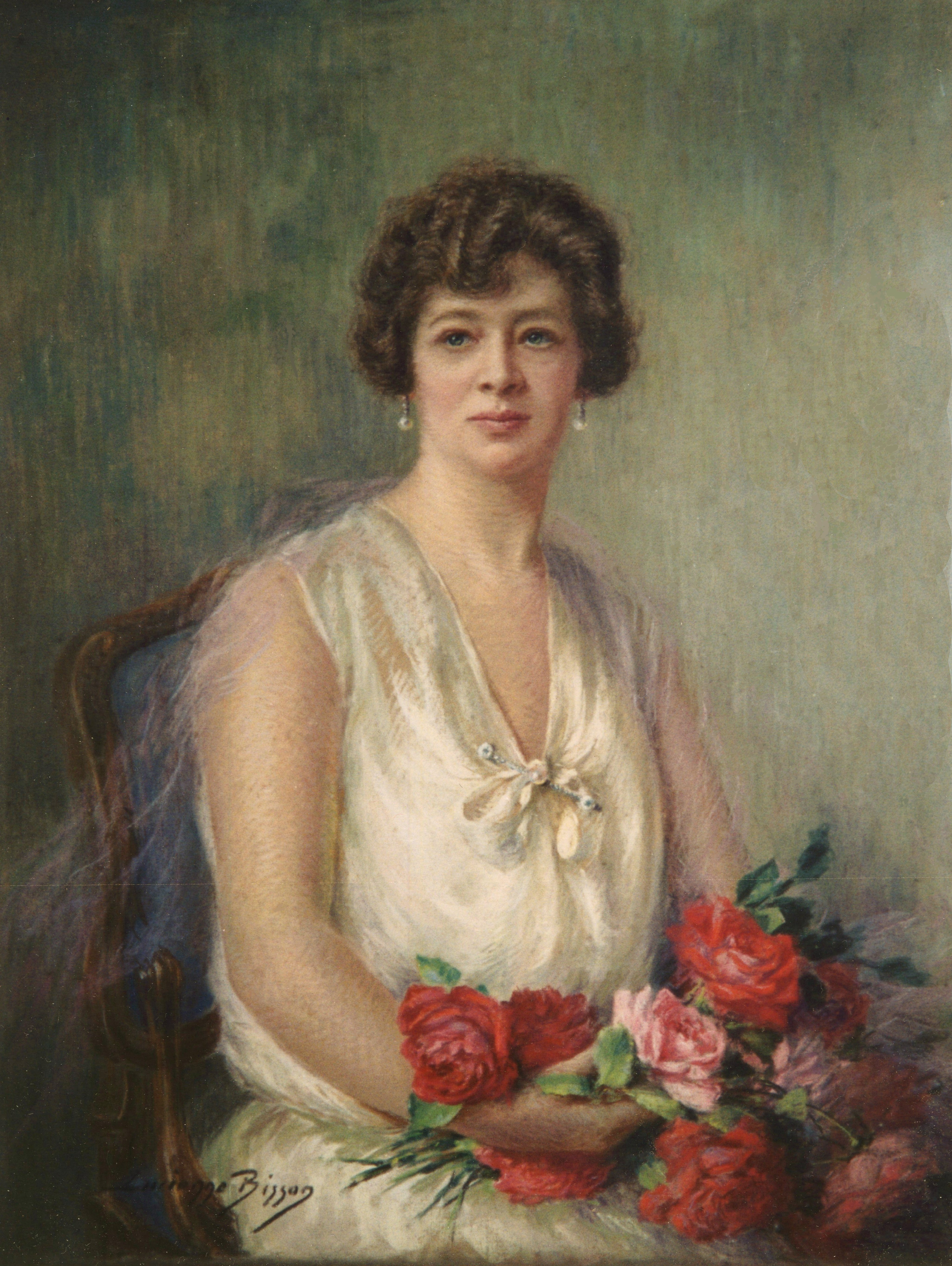
Lucienne Bisson, Madame Griffon, pastel, c. 1930

A murit în august 1939, cu aproximativ un an înainte ca Germania nazistă să ocupe Franța în timpul celui de-al Doilea Război Mondial. Mama ei a continuat să trăiască și a reușit să supraviețuiască lui Lucienne cu 9 ani (Frédérique a murit în 1948).